# Tổng giáo phận Kota Kinabalu
Tổng giáo phận Công giáo La Mã Kota Kinabalu (tiếng Latin: Archdioecesis Kotakinabaluensis) là một tổng giáo phận Đô thành Nghi lễ Latinh của Giáo hội Công giáo La Mã ở Sabah, một tiểu bang của Malaysia trên đảo Borneo.
Tổng giáo phận là lãnh thổ giáo hội lâu đời nhất ở Malaysia, với một lịch sử lâu dài đang tăng lên cùng với dân số Công giáo suốt từ một quận đến một Tổng giáo phận với 2 giáo dân, Giáo phận Keningau và Giáo phận Sandakan.
Tòa thánh của tổng giáo phận là Nhà thờ chính tòa Holy Heart, Kota Kinabalu.